# Hugyag
Hugyag är en ort (by) i provinsen Nógrád i norra Ungern. Orten har 896 invånare (2024), på en yta av 10,90 km². Den ligger vid gränsen till Slovakien, cirka 10,5 kilometer öster om Balassagyarmat.